# Mare de Déu de Saidí
La Verge de Saidí és una escultura de la segona meitat del segle XIV de pedra policromada, donada al Museu Diocesà de Lleida al voltant de 1897 pel rector de la parròquia de Saidí (Osca) i que actualment s'exposa al Museu Diocesà de Barbastre. Les seves característiques formals així com la seva iconografia, suggereixen que es tracta d'una obra del taller de Bartomeu de Robió, ja que presenta trets característics de l'anomenada Escola de Lleida com són els ulls ametllats o els cabells rinxolats.

## Història
La Mare de Déu de Saidí fou una de les obres més representatives de la col·lecció d'escultura gòtica del Museu de Lleida Diocesà i Comarcal. Va ingressar al Museu l'any 1897 a través d'una adquisició d'obres que el bisbe Josep Meseguer i Costa (1843-1920) va fer al rector de Saidí, Josep Roger. El bisbe va pagar 3.000 reals pel lot d'objectes, i una part d'aquests diners es va destinar a la restauració del campanar de la parròquia. L'obra va romandre als fons de l'antic Museu Diocesà fins a l'any 1940, en què va ser dipositada a l'església de Sant Llorenç de Lleida amb la voluntat de retornar al temple part de l'esplendor que va perdre com a conseqüència dels esdeveniments bèl·lics provocats per la Guerra Civil Espanyola (1936-1939). Des de llavors i fins al 2020, la imatge gaudí de la devoció dels fidels en una de les capelles laterals de la parròquia lleidatana, tot mantenint la seva funció litúrgica. El 10 de març de 2020, en compliment d'una controvertida sentència judicial en el marc del conflicte de les obres d'art entre l'Aragó i Catalunya, fou traslladada al Museu Diocesà de Barbastre.

## Descripció
Talla de pedra policromada, mostra la Verge dempeus amb l'Infant sobre el braç esquerre. La Verge és representada en contrapposto, mentre el Crist infant és representat de manera frontal, tot jugant amb un ocell que li pica els dits. La Verge duu una corona de flor de lis i vesteix un mantell blanc amb fulles daurades que li cobreix el cap —habitual en les Verges lleidatanes, car és similar al que vesteix la Santa Llúcia del retaule de l'església de Sant Llorenç de Lleida o la Verge de Camarasa, entre altres— que deixa veure part de la túnica, verdosa i amb sanefa daurada.
La marededéu mostra les característiques habituals dels models marians de l'Escola de Lleida d'escultura del segle xiv. Maria llueix un mantell blanc decorat amb motius vegetals daurats, cenyit al cap amb una corona flordelisada. Per sota du una túnica de color verd rematada amb un coll rodó. Amb la mà dreta sosté un tany floral que és producte d'una restauració del 1986, tot i que reprodueix l'original, segurament desaparegut durant la Guerra Civil Espanyola.
La figura mostra un lleuger contrapposto habitual en les imatges marianes del moment, un aspecte que palesa un marcat ascendent francès. Destaca també el tractament dels plegats, que evidencia la gran destresa de l'escultor, amb una suggeridora combinació de plecs verticals amb d'altres curvilinis —com els del mantell a l'alçada del pit de Maria— o formant angulacions.
Jesús llueix una túnica de color ataronjat i es mostra enjogassat amb l'ocellet que li pica els dits, un altre tret iconogràfic que es troben en diferents imatges marianes de la producció lleidatana trescentista. Presenta un delicat rostre i un peculiar tractament dels cabells, daurats amb pa d'or, destacant-ne els dos rínxols que li cauen pel front.
L'obra destaca per l'harmonia de les seves proporcions, la qualitat de la seva execució i el bon estat de conservació de la policromia, que la converteixen en una de les produccions més rellevants de l'Escola de Lleida d'escultura del segle xiv.
Aquesta escola sorgeix de la figura de Bartomeu de Robió, l'autor del retaule major de la Seu Vella de Lleida (1360-1363), l'estil del qual va ser perpetuat per diversos membres del seu taller i per altres escultors actius a les terres de Lleida al darrer terç del segle xiv. Robió va popularitzar una forma molt peculiar de fer escultura, amb uns trets molt específics que es repeteixen en totes les obres adscrites a l'escola. A banda de contribuir a la difusió d'un tipus de retaule amb una estructura arquitectònica molt marcada, també ho va fer a la d'un tipus marià molt definit que retrobem a la desapareguda imatge del santuari de Salgar i també a la Mare de Déu de Bellpuig de les Avellanes, dipositada per la Generalitat de Catalunya al Museu de Lleida, obres que cal relacionar amb Robió i el seu taller. Pel que fa als treballs d'altres escultors de l'escola, cal citar una Mare de Déu i el Nen de l'antiga col·lecció de Gaspar Homar, avui també custodiada al Museu de Lleida (inv. 1960); la del retaule de la cripta de Sant Pere d'Àger, servada al Museu Nacional d'Art de Catalunya; i la desapareguda del retaule d'Albesa.

## Estat de conservació i restauracions
Tant l'escultura com la policromia es conserven en bon estat, i en una restauració duta a terme l'any 1986 al CRBMC fou netejada a fons i li fou afegida la mà dreta. El 7 de febrer de 2013 l'obra fou novament traslladada al CRBMC per una nova operació de neteja, en aquesta ocasió més superficial.